# 프리츠 분더리히

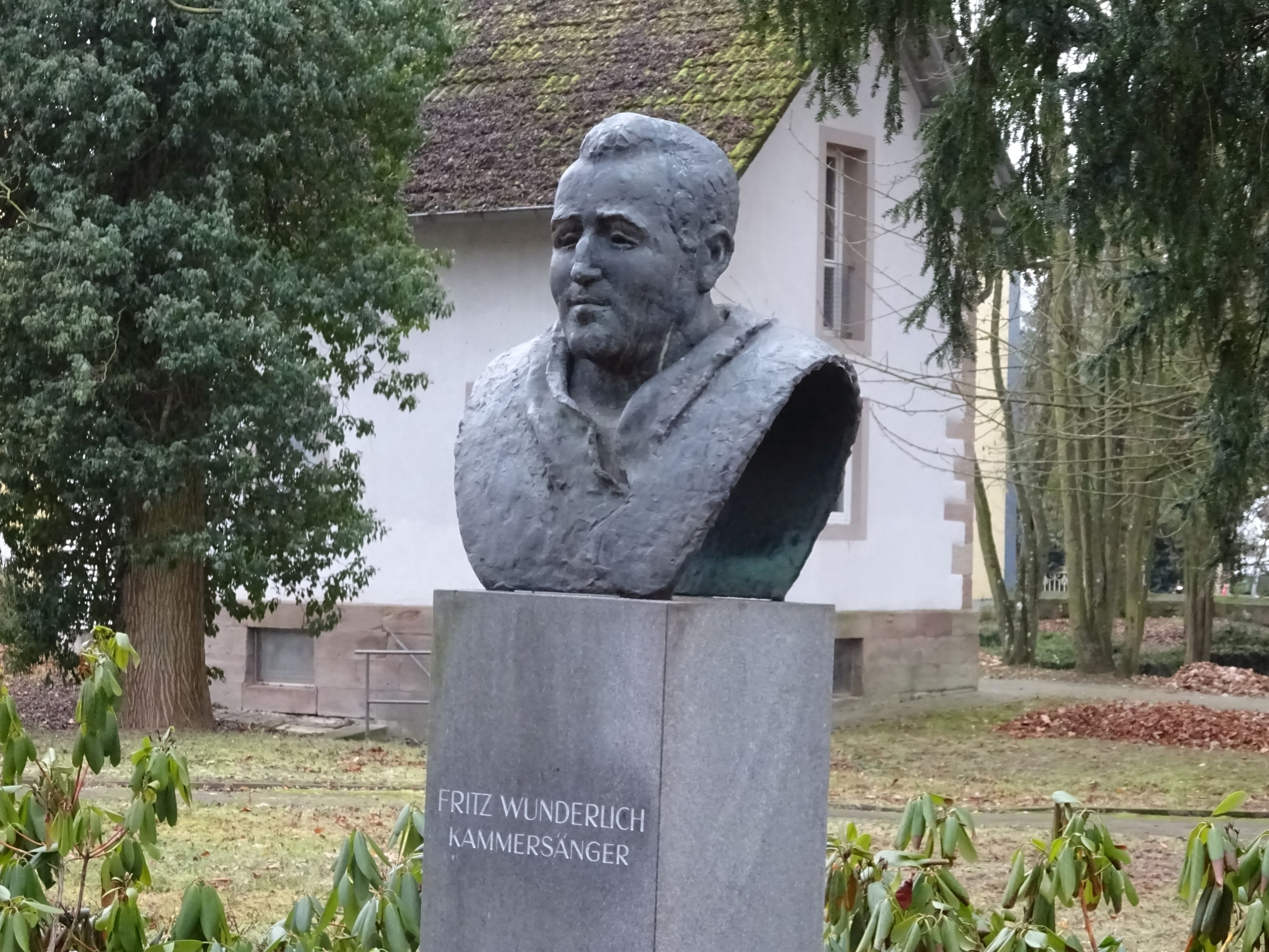
독일 쿠젤에 건립된 프리츠 분더리히의 흉상

프리츠 분더리히(독일어: Fritz Wunderlich, 1930년 9월 26일 ~ 1966년 9월 17일)는 독일의 리릭 테너로, 모차르트 레퍼토리와 다양한 가곡으로 유명하다. 그는 35세의 나이에 사고로 사망했다.
분더리히는 독일 팔츠 지역에 위치한 쿠젤에서 태어났다. 그의 어머니는 바이올리니스트였고 그의 아버지는 합창단장이었다. 프리츠의 아버지는 전쟁터에서 심각한 부상을 입었을 뿐만 아니라 지역 나치에 의해 그에게 가해진 압력으로 인해 직장을 잃었다. 그는 프리츠가 5살 때 자살로 사망했다.
분더리히는 아직 학생일 때 여러 악기를 마스터했으며 1950년에 프라이부르크 음악 학교(Hochschule für Musik Freiburg)에 들어갔을 때 그의 주요 연구는 호른이었다. 그런 다음 노래 교사가 그의 목소리를 발견하고 훈련했다.
분더리히는 특히 모차르트 관련 역할에서 곧 뛰어난 젊은 테너로 주목을 받았지만 나중에 그는 리릭 테너 레퍼토리의 전체 범위로 범위를 확장했다.
분더리히의 크리스탈 같은 목소리, 정교하게 정확한 딕션, 지적이고 열정적인 해석은 또한 그의 예술적 멘토이기도 한 피아니스트 후베르트 기젠(Hubert Giesen)과 함께 프란츠 슈베르트와 로베르트 슈만의 가곡의 인상적인 연주로 이끌었다. 슈만의 《시인의 사랑》에 대한 그의 유명한 녹음은 이 장르의 황금 표준으로 남아 있다. 그 이후로 많은 테너들이 분더리히의 해석을 따라했다.